# Dolný Kubín
Dolný Kubín er en by i det nordlige Slovakiet. Byen ligger i regionen Žilina, ved bredden af floden Orava. Den ligger kun 260 kilometer fra den slovakiske hovedstad  Bratislava. Byen har et areal på 55,05 km² og en befolkning på 18.095(2021) indbyggere.

## Eksterne links
- Officiel hjemmeside

- Wikimedia Commons har flere filer relateret til Dolný Kubín